# Zygaenosia fuscimarginalis
Zygaenosia fuscimarginalis là một loài bướm đêm thuộc phân họ Arctiinae, họ Erebidae.